# Diadegma patruele
Diadegma patruele är en stekelart som först beskrevs av Holmgren 1868.  Diadegma patruele ingår i släktet Diadegma och familjen brokparasitsteklar. Inga underarter finns listade i Catalogue of Life.